# Championnat d'Afrique féminin de basket-ball des moins de 16 ans 2013
Navigation
Égypte 2011 Madagascar 2015
Le championnat d'Afrique féminin de basket-ball des moins de 16 ans 2013 se déroule à Maputo au Mozambique du 5 au 12 octobre 2013. Il s'agit de la troisième édition de la compétition, instaurée en 2009.

## Équipes participantes

### Qualifications
8 équipes, issues des différentes zones de qualification du Championnat d'Afrique U16, sont qualifiées pour cette compétition.
| Mode de qualification                                  | Places | Nations qualifiées |
| ------------------------------------------------------ | ------ | ------------------ |
| Hôte du championnat d'Afrique U16 2013                 | 1      | Mozambique         |
| Qualifications Championnat d'Afrique U16 2013 (Zone 1) | 1      | Tunisie            |
| Qualifications Championnat d'Afrique U16 2013 (Zone 2) | 1      | Mali               |
| Qualifications Championnat d'Afrique U16 2013 (Zone 3) | 1      | Côte d'Ivoire      |
| Qualifications Championnat d'Afrique U16 2013 (Zone 4) | 1      | Gabon              |
| Qualifications Championnat d'Afrique U16 2013 (Zone 5) | 1      | Égypte             |
| Qualifications Championnat d'Afrique U16 2013 (Zone 6) | 2      | Angola Botswana    |

## Rencontres

### Premier tour

#### Groupe A
| Rang | Équipe     | Pts | J | G | P | Pp  | Pc  | Diff |  | Résultats (dom.\ext.) |   |       |       |       |
| ---- | ---------- | --- | - | - | - | --- | --- | ---- |  | --------------------- | - | ----- | ----- | ----- |
| 1    | Égypte     | 6   | 3 | 3 | 0 | 246 | 107 | 139  |  | Égypte                |   | 73-49 | 91-39 | 82-19 |
| 2    | Mozambique | 5   | 3 | 2 | 1 | 184 | 130 | 54   |  | Mozambique            | - |       | 55-46 | 80-11 |
| 3    | Tunisie    | 4   | 3 | 1 | 2 | 163 | 162 | 1    |  | Tunisie               | - | -     |       | 78-16 |
| 4    | Gabon      | 3   | 3 | 0 | 3 | 46  | 240 | -194 |  | Gabon                 | - | -     | -     |       |

#### Groupe B
| Rang | Équipe        | Pts | J | G | P | Pp  | Pc  | Diff |  | Résultats (dom.\ext.) |   |       |       |       |
| ---- | ------------- | --- | - | - | - | --- | --- | ---- |  | --------------------- | - | ----- | ----- | ----- |
| 1    | Mali          | 6   | 3 | 3 | 0 | 225 | 70  | 155  |  | Mali                  |   | 40-26 | 69-38 | 116-6 |
| 2    | Angola        | 5   | 3 | 2 | 1 | 142 | 81  | 61   |  | Angola                | - |       | 42-34 | 74-7  |
| 3    | Côte d'Ivoire | 4   | 3 | 1 | 2 | 179 | 113 | 66   |  | Côte d'Ivoire         | - | -     |       | 107-2 |
| 4    | Botswana      | 3   | 3 | 0 | 3 | 15  | 297 | -282 |  | Botswana              | - | -     | -     |       |

### Tableau final
|  | Quarts de finale | Quarts de finale | Quarts de finale | Quarts de finale |            |            | Demi-finales    | Demi-finales    | Demi-finales                  | Demi-finales                  |                               |                               | Finale          | Finale          | Finale          | Finale          |
|  |                  |                  |                  |                  |            |            |                 |                 |                               |                               |                               |                               |                 |                 |                 |                 |
|  | 10 octobre 2013  | 10 octobre 2013  | 10 octobre 2013  | 10 octobre 2013  |            |            | 11 octobre 2013 | 11 octobre 2013 | 11 octobre 2013               | 11 octobre 2013               |                               |                               | 12 octobre 2013 | 12 octobre 2013 | 12 octobre 2013 | 12 octobre 2013 |
|  | 10 octobre 2013  | 10 octobre 2013  | 10 octobre 2013  | 10 octobre 2013  |            |            | 11 octobre 2013 | 11 octobre 2013 | 11 octobre 2013               | 11 octobre 2013               |                               |                               | 12 octobre 2013 | 12 octobre 2013 | 12 octobre 2013 | 12 octobre 2013 |
|  | B4               | Botswana         | 48               | 48               |            |            | 11 octobre 2013 | 11 octobre 2013 | 11 octobre 2013               | 11 octobre 2013               |                               |                               | 12 octobre 2013 | 12 octobre 2013 | 12 octobre 2013 | 12 octobre 2013 |
|  | B4               | Botswana         | 48               | 48               |            |            | 11 octobre 2013 | 11 octobre 2013 | 11 octobre 2013               | 11 octobre 2013               |                               |                               | 12 octobre 2013 | 12 octobre 2013 | 12 octobre 2013 | 12 octobre 2013 |
|  | A1               | Égypte           | 93               | 93               |            |            | 11 octobre 2013 | 11 octobre 2013 | 11 octobre 2013               | 11 octobre 2013               |                               |                               | 12 octobre 2013 | 12 octobre 2013 | 12 octobre 2013 | 12 octobre 2013 |
|  | A1               | Égypte           | 93               | 93               | Égypte     | Égypte     | 80              | 80              |                               |                               |                               |                               | 12 octobre 2013 | 12 octobre 2013 | 12 octobre 2013 | 12 octobre 2013 |
|  | 10 octobre 2013  |                  |                  |                  | Égypte     | Égypte     | 80              | 80              |                               |                               |                               |                               | 12 octobre 2013 | 12 octobre 2013 | 12 octobre 2013 | 12 octobre 2013 |
|  |                  |                  | Tunisie          | Tunisie          | 20         | 20         |                 |                 |                               |                               |                               |                               | 12 octobre 2013 | 12 octobre 2013 | 12 octobre 2013 | 12 octobre 2013 |
|  | A3               | Tunisie          | Tunisie          | Tunisie          | 20         | 20         | 40              | 40              |                               |                               |                               |                               | 12 octobre 2013 | 12 octobre 2013 | 12 octobre 2013 | 12 octobre 2013 |
|  | A3               | Tunisie          | 11 octobre 2013  |                  |            |            | 40              | 40              |                               |                               |                               |                               | 12 octobre 2013 | 12 octobre 2013 | 12 octobre 2013 | 12 octobre 2013 |
|  | B2               | Angola           | 36               | 36               |            |            |                 |                 |                               |                               |                               |                               | 12 octobre 2013 | 12 octobre 2013 | 12 octobre 2013 | 12 octobre 2013 |
|  | B2               | Angola           | 36               | 36               | Égypte     | Égypte     | 61              | 61              |                               |                               |                               |                               |                 |                 |                 |                 |
|  | 10 octobre 2013  |                  |                  |                  | Égypte     | Égypte     | 61              | 61              |                               |                               |                               |                               |                 |                 |                 |                 |
|  |                  |                  | Mali             | Mali             | 62         | 62         |                 |                 |                               |                               |                               |                               |                 |                 |                 |                 |
|  | A4               | Gabon            | Mali             | Mali             | 62         | 62         | 12              | 12              |                               |                               |                               |                               |                 |                 |                 |                 |
|  | A4               | Gabon            |                  |                  |            |            |                 |                 |                               |                               |                               |                               |                 |                 |                 |                 |
|  | B1               | Mali             | 138              | 138              |            |            |                 |                 |                               |                               |                               |                               |                 |                 |                 |                 |
|  | B1               | Mali             | 138              | 138              | Mali       | Mali       | 83              | 83              | Match pour la troisième place | Match pour la troisième place | Match pour la troisième place | Match pour la troisième place |                 |                 |                 |                 |
|  | 10 octobre 2013  |                  |                  |                  | Mali       | Mali       | 83              | 83              | Match pour la troisième place | Match pour la troisième place | Match pour la troisième place | Match pour la troisième place |                 |                 |                 |                 |
|  |                  |                  | Mozambique       | Mozambique       | 37         | 37         |                 |                 | 12 octobre 2013               | 12 octobre 2013               | 12 octobre 2013               | 12 octobre 2013               |                 |                 |                 |                 |
|  | B3               | Côte d'Ivoire    | Mozambique       | Mozambique       | 37         | 37         | 44              | 44              | 12 octobre 2013               | 12 octobre 2013               | 12 octobre 2013               | 12 octobre 2013               |                 |                 |                 |                 |
|  | B3               | Côte d'Ivoire    |                  |                  |            |            |                 | 44              |                               |                               | Tunisie                       | Tunisie                       | 46              | 46              |                 |                 |
|  | A2               | Mozambique       | 55               | 55               |            |            |                 |                 |                               |                               | Tunisie                       | Tunisie                       | 46              | 46              |                 |                 |
|  | A2               | Mozambique       | 55               | 55               | Mozambique | Mozambique | 50              | 50              |                               |                               |                               |                               |                 |                 |                 |                 |
|  |                  |                  |                  |                  |            |            |                 |                 |                               |                               |                               |                               |                 |                 |                 |                 |

### Matches de classement

#### Matches pour la5eplace
|  | Tour de classement 5e - 8e | Tour de classement 5e - 8e | Tour de classement 5e - 8e | Tour de classement 5e - 8e |                        |        | Match pour la 5e place | Match pour la 5e place | Match pour la 5e place | Match pour la 5e place |
|  |                            |                            |                            |                            |                        |        |                        |                        |                        |                        |
|  | 11 octobre 2013            | 11 octobre 2013            | 11 octobre 2013            | 11 octobre 2013            |                        |        | 12 octobre 2013        | 12 octobre 2013        | 12 octobre 2013        | 12 octobre 2013        |
|  | Botswana                   | Botswana                   | 10                         | 10                         |                        |        | 12 octobre 2013        | 12 octobre 2013        | 12 octobre 2013        | 12 octobre 2013        |
|  | Botswana                   | Botswana                   | 10                         | 10                         |                        |        | 12 octobre 2013        | 12 octobre 2013        | 12 octobre 2013        | 12 octobre 2013        |
|  | Angola                     | Angola                     | 64                         | 64                         |                        |        | 12 octobre 2013        | 12 octobre 2013        | 12 octobre 2013        | 12 octobre 2013        |
|  | Angola                     | Angola                     | 64                         | 64                         | Angola                 | Angola | 50                     | 50                     |                        |                        |
|  | 11 octobre 2013            |                            |                            |                            | Angola                 | Angola | 50                     | 50                     |                        |                        |
|  |                            |                            | Côte d'Ivoire              | Côte d'Ivoire              | 38                     | 38     |                        |                        |                        |                        |
|  | Gabon                      | Gabon                      | Côte d'Ivoire              | Côte d'Ivoire              | 38                     | 38     | 15                     | 15                     |                        |                        |
|  | Gabon                      | Gabon                      |                            |                            |                        |        |                        | 15                     |                        |                        |
|  | Côte d'Ivoire              | Côte d'Ivoire              | 65                         | 65                         |                        |        |                        |                        |                        |                        |
|  | Côte d'Ivoire              | Côte d'Ivoire              | 65                         | 65                         | Match pour la 7e place |        |                        |                        |                        |                        |
|  |                            |                            |                            |                            |                        |        |                        |                        |                        |                        |
|  | 12 octobre 2013            |                            |                            |                            |                        |        |                        |                        |                        |                        |
|  | Botswana                   | Botswana                   | 21                         | 21                         |                        |        |                        |                        |                        |                        |
|  | Botswana                   | Botswana                   | 21                         | 21                         |                        |        |                        |                        |                        |                        |
|  | Gabon                      | Gabon                      | 45                         | 45                         |                        |        |                        |                        |                        |                        |
|  | Gabon                      | Gabon                      | 45                         | 45                         |                        |        |                        |                        |                        |                        |

## Classement final
| Place                       | Équipe        | Vict.-Déf. |
| --------------------------- | ------------- | ---------- |
| Médaille d'or, Afrique      | Mali          | 6 - 0      |
| Médaille d'argent, Afrique  | Égypte        | 5 - 1      |
| Médaille de bronze, Afrique | Mozambique    | 4 - 2      |
| 4                           | Tunisie       | 2 - 4      |
| 5                           | Angola        | 4 - 2      |
| 6                           | Côte d'Ivoire | 2 - 4      |
| 7                           | Gabon         | 1 - 5      |
| 8                           | Botswana      | 0 - 6      |

- Qualification pour la Coupe du Monde U17 2014

## Leaders statistiques

### Points
| Place | Nom             | Équipe        | PPM  |
| ----- | --------------- | ------------- | ---- |
| 1     | Djénéba N'Diaye | Mali          | 20,5 |
| 2     | Irène Bognini   | Côte d'Ivoire | 18,5 |
| 3     | Nadine Selaawi  | Égypte        | 15,7 |
| 4     | Neidy Ocuane    | Mozambique    | 14,7 |
| 5     | Adama Coulibaly | Mali          | 14,0 |

### Rebonds
| Place | Nom                     | Équipe        | RPM |
| ----- | ----------------------- | ------------- | --- |
| 1     | Mariam Coulibaly        | Mali          | 8,2 |
| 2     | Irène Bognini           | Côte d'Ivoire | 6,3 |
| 2     | Malebogo Sethlare       | Botswana      | 6,3 |
| 4     | Laky Samo               | Mozambique    | 6,2 |
| 5     | Lucretia Ibondou-Akanga | Gabon         | 5,5 |
| 5     | Radwa Sherif            | Égypte        | 5,5 |

### Passes décisives
| Place | Nom             | Équipe     | PDPM |
| ----- | --------------- | ---------- | ---- |
| 1     | Sara Nady       | Égypte     | 3,3  |
| 2     | Kani Keïta      | Mali       | 3,0  |
| 3     | Sílvia Veloso   | Mozambique | 2,7  |
| 4     | Djénéba N'Diaye | Mali       | 2,5  |
| 5     | Nadia Hamzaoui  | Tunisie    | 2,2  |

### Contres
| Place | Nom             | Équipe  | CPM |
| ----- | --------------- | ------- | --- |
| 1     | Kadidia Maïga   | Mali    | 0,5 |
| 2     | Nadia Hamzaoui  | Tunisie | 0,3 |
| 3     | Joana António   | Angola  | 0,2 |
| 3     | Fatma Aouinet   | Tunisie | 0,2 |
| 3     | Assetou Diakité | Mali    | 0,2 |

### Interceptions
| Place | Nom              | Équipe        | IPM |
| ----- | ---------------- | ------------- | --- |
| 1     | Neidy Ocuane     | Mozambique    | 6,8 |
| 2     | Djénéba N'Diaye  | Mali          | 5,5 |
| 3     | Neusa Cândido    | Angola        | 5,0 |
| 4     | Mariam Coulibaly | Mali          | 4,8 |
| 5     | Irène Bognini    | Côte d'Ivoire | 4,7 |

## Récompenses
MVP de la compétition (meilleure joueuse) Neidy Ocuane
Meilleur cinq de la compétition
- Djénéba N'Diaye
- Neidy Ocuane
- Irène Bognini
- Mariam Coulibaly
- Fatma Aly